# Girocúpula-rotonde pentagonal
Em geometria, a girocúpula-rotonde pentagonal é um dos sólidos de Johnson (J33). Assim como a ortocúpula-rotonde pentagonal (J32), pode ser construída ao juntar uma cúpula pentagonal (J5) e uma rotunda pentagonal (J6) ao longo de suas bases decagonais. A diferença desse sólido é que as duas metades são rotacionadas 36 graus em relação a outra.